# کوین شیندلر
کوین شیندلر (انگلیسی: Kevin Schindler؛ زادهٔ ۲۱ مهٔ ۱۹۸۸) بازیکن فوتبال اهل آلمان است.
از باشگاه‌هایی که در آن بازی کرده‌است می‌توان به باشگاه فوتبال کامبور، باشگاه فوتبال آگسبورگ، باشگاه فوتبال هانزا روستوک، باشگاه ورزشی وردر برمن، باشگاه فوتبال سن پائولی، باشگاه فوتبال دویسبورگ، و باشگاه فوتبال وهن ویسبادن اشاره کرد.
وی همچنین در تیم‌های ملی فوتبال جوانان آلمان، و جوانان آلمان، و زیر ۲۱ سال آلمان بازی کرده‌است.